# Honddu Isaf
Honddu Isaf est une communauté du Powys, au pays de Galles.

## Géographie
Honddu Isaf est située dans le sud du Powys, dans le comté historique du Brecknockshire, juste au nord de la ville de Brecon.
La communauté comprend les villages et hameaux de Lower Chapel / Capel Isaf (cy), Castle Madoc / Castell Madog (cy), Pwllgloyw (en), Sarnau (cy), Garthbrengi (cy) et Llandyfaelog Fach (en).

## Démographie
Au recensement de 2011, la communauté de Honddu Isaf comptait 445 habitants.